# Cave Canem (banda)
Cave Canem fue un grupo español de música de estilo Hardcore punk creado en Basauri, País Vasco, en 1996. Sus componentes originales fueron Aitzol en la batería, Arkaitz a la guitarra y voces, Josu (Barre) al bajo y Txerran a la guitarra y voces. Su estilo era Hardcore punk acelerado con influencias de bandas como RIP, Dayglo Abortions, Sick Of It All, DUT, etc. En ese mismo año sacaron una demo en casete que no tuvo casi difusión.
En 1997 se les une Marcos (Marcore) como voz solista y la banda empieza a tocar en directo. A principios de 1998 Aitzol deja la banda por motivos laborales y después de un parón se les une Koldo de Miguel. Endurecen su estilo, pasando de un Hardcore punk hacia un hardcore con más influencia del metal aunque manteniendo su esencia original. Para 1999 la banda pasa por su peor momento y abandonan Marcos y Koldo.
En el año 2000 el quinteto se convierte en trío y siguen adelante con Arkaitz a la guitarra y voces, Barre como bajo y voces, y Txerran como batería y voces. A finales de este año sale lo que será su único trabajo editado en CD, titulado "Cave Canem" editado conjuntamente por Cave Canem Rec., DDT diskak y Pozoin Banaketak.
En 2001 y meses después de haber salido su primer larga duración, Barre decide dejar la banda y esta desaparece.

## Miembros
- Arkaitz: guitarra, voz.
- Josu (Barre): bajo, voz.
- Txerran: batería, voz.

### Miembros anteriores
- Marcos (Marcore): voz.
- Koldo: batería.
- Aitzol: batería.

## Discografía

### Álbumes
- Cave Canem - maketa (Autoeditada, 1996) casete
- Cave Canem (DDT diskak, Pozoin Banaketak, Cave Canem Rec. 2001). CD.

### Participaciones en recopilatorios
- «Hego haizea, hego gosea» en Retumba, DDT Bilduma 01 (DDT Banaketak, 2001). CD recopilatorio con las bandas de la discográfica-distribuidora alternativa DDT del momento.

## Bandas Posteriores
- Arkaitz: Al Infierno En Goitibera desde el 2002, Feos Pero Majos desde el 2003, Elektrotuna (Periodo 2003-2006) y Orkresta desde el 2007.
- Txerran: Aske (2001-2006), Rectal Breakers desde 2006 y Tsunami desde 2007.
- Marcos (Marcore): Evolver (2001-2005).
- Koldo : Arean desde el 2001.

- Datos: Q5758977